# Nerastria bifasciata
Nerastria bifasciata är en fjärilsart som beskrevs av Barnes och Mcdunnough 1912. Nerastria bifasciata ingår i släktet Nerastria och familjen nattflyn. Inga underarter finns listade i Catalogue of Life.